# Emil Raykov
Emil Raykov (* 11. Juli 1958) ist ein bulgarischer Opernsänger (Tenor).
Raykov erhielt seine stimmliche Ausbildung als Tenor an der Nationalen Musikakademie „Prof. Pantscho Wladigerow“ in Sofia und am Konservatorium Wien. Engagements führten ihn u. a. nach Döbeln, Gera, an die Oper Bonn und die Oper Köln.
Raykov war auf der Bühne der Oper Bonn u. a. als Cavaradossi in Puccinis Tosca, als MacDuff in Verdis Macbeth, als Haushofmeister bei Faninal in Richard Strauss’ Rosenkavalier, als Kutscher in Dmitri Schostakowitschs Lady Macbeth von Mzensk, als Steuermann in Richard Wagners Holländer, als Stimme hinter der Szene in Janáčeks Oper Aus einem Totenhaus und als Arturo in  Lucia di Lammermoor zu hören.
| Personendaten    | Personendaten                    |
| ---------------- | -------------------------------- |
| NAME             | Raykov, Emil                     |
| KURZBESCHREIBUNG | bulgarischer Opernsänger (Tenor) |
| GEBURTSDATUM     | 11. Juli 1958                    |